# Undungsmühle
Undungsmühle ist ein Gemeindeteil der Gemeinde Münchsteinach im Landkreis Neustadt an der Aisch-Bad Windsheim (Mittelfranken, Bayern). Undungsmühle liegt in der Gemarkung Abtsgreuth.

## Geographie
Die Einöde liegt am Fichtelgraben, einem linken Zufluss der Steinach, und dem Grundgraben, der dort als linker Zufluss in den Fichtelgraben mündet. Die Staatsstraße 2256 führt nach Mittelsteinach (0,4 km südwestlich) bzw. nach Abtsgreuth (0,6 km nordöstlich).

## Geschichte
Der Ort wurde 1578 als „Muhl“ erstmals urkundlich erwähnt.
Gegen Ende des 18. Jahrhunderts gehörte die Undungsmühle zur Realgemeinde Mittelsteinach. Das Hochgericht übte das brandenburg-bayreuthische Stadtvogteiamt Neustadt an der Aisch aus. Das Anwesen hatte das brandenburg-bayreuthische Klosteramt Münchsteinach Grundherrn. Unter der preußischen Verwaltung (1792–1806) des Fürstentums Bayreuth erhielt die Undungsmühle die Hausnummer 14 des Ortes Mittelsteinach.
Von 1797 bis 1810 unterstand der Ort dem Justizamt Dachsbach und Kammeramt Neustadt. Im Rahmen des Gemeindeedikts wurde Undungsmühle dem 1811 gebildeten Steuerdistrikt Münchsteinach und der 1813 gebildeten Ruralgemeinde Münchsteinach zugeordnet. Mit dem Zweiten Gemeindeedikt (1818) wurde diese in die neu gebildete Ruralgemeinde Abtsgreuth umgemeindet. Am 1. Januar 1972 wurde Abtsgreuth mit der Undungsmühle im Zuge der Gebietsreform in Bayern nach Münchsteinach eingegliedert.

### Ehemaliges Baudenkmal
- Mühle im Fichtelgrund; zweigeschossiger Walmdachbau erstes Viertel des 19. Jahrhunderts; fünf zu vier Achsen, verputzt; Ecklisenen und verkröpftes Gurtband; Fledermausgauben[8]

### Einwohnerentwicklung
| Jahr      | 001818 | 001840 | 001861 | 001871 | 001885 | 001900 | 001925 | 001950 | 001961 | 001970 | 001987 |
| Einwohner | *      | 10     | 7      | 6      | 9      | 7      | 9      | 5      | 9      | 8      | 3      |
| Häuser    | *      | 1      |        |        | 1      | 1      | 1      | 1      | 1      |        | 1      |
| Quelle    | [ 10 ] | [ 11 ] | [ 12 ] | [ 13 ] | [ 14 ] | [ 15 ] | [ 16 ] | [ 17 ] | [ 18 ] | [ 19 ] | [ 1 ]  |

## Religion
Der Ort ist seit der Reformation evangelisch-lutherisch geprägt und war ursprünglich nach St. Nikolaus (Münchsteinach) gepfarrt, seit der zweiten Hälfte des 18. Jahrhunderts ist die Pfarrei St. Rochus (Obersteinbach) zuständig.